# Thorigny-sur-le-Mignon

Thorigny-sur-le-Mignon este o comună în departamentul Deux-Sèvres, Franța. În 2009 avea o populație de 83 de locuitori.